# Ivan Milat
Ivan Robert Marko Milat (ur. 27 grudnia 1944 w Guildford w Australii, zm. 27 października 2019 w więzieniu Long Bay w Sydney) – australijski seryjny morderca, który zamordował w latach 1989–1992 siedmiu turystów w odludnych lasach Belanglo, ok. 90 kilometrów od Sydney.

## Życiorys
Ivan był czwartym z czternaściorga dzieci imigranta z Chorwacji. Od najwcześniejszych lat Ivan i jego bracia interesowali się strzelaniem i najróżniejszymi rodzajami broni palnej. Pod koniec lat siedemdziesiątych Ivan ożenił się, ale małżeństwo rozpadło się na początku lat osiemdziesiątych. Na pierwszy rzut oka Milat wydawał się miłym i przyjaznym człowiekiem, a jego szefowie w pracy uważali go za pracowitego. Po jego aresztowaniu okazało się, że w 1971 roku był podejrzany o zgwałcenie młodej turystki.
W 2018 roku władze umieściły go w szpitalu, gdzie badania wykazały raka przełyku oraz raka żołądka. Latem 2019 roku został usunięty ze szpitala i ponownie umieszczony w więzieniu. Zmarł 27 października 2019 roku w swojej celi w więzieniu po długiej chorobie. 

## Morderstwa
19 września 1992 roku wędrujący po australijskim buszu turysta znalazł na terenie lasu Belanglo szczątki młodej kobiety, pogrzebane w płytkim grobie. Policja zidentyfikowała zwłoki Joanne Lesley Walters z Anglii, która zaginęła razem ze swoją koleżanką, Caroline Clarke, w czasie wycieczki wzdłuż Hume Highway. Następnego dnia policja znalazła pozostałości zwłok Caroline. Była pochowana kilka metrów od miejsca, gdzie zamordowana została Joanne. Po oględzinach stwierdzono, że głowa Caroline została ponad dziesięć razy przestrzelona z broni palnej. Po intensywnych poszukiwaniach policjanci uznali, że w okolicznych lasach nie ma żadnych innych ciał.
Trzynaście miesięcy później policja odkryła ciała Deborah Everist i Jamesa Gibsona. Okoliczności były podobne, pozostałości szkieletu Deborah znaleziono w dwóch płytkich grobach. Została zamordowana ciosami noża, analiza szkieletu wykazała pogruchotaną szczękę i czaszkę. James zginął od ciosów nożem, tak mocnych, że w ich wyniku ofierze popękały kości.
Kolejne odnalezione ciała należały do Simone Schmidl, Gabora Neugebauera i Anji Habschied. Wszystkie pochowane były w płytkich grobach i nosiły ślady wyjątkowo brutalnego traktowania. Simone została zabita wielokrotnymi ciosami nożem w plecy. Czaszka Gabora była podziurawiona sześcioma kulami. Anji morderca uciął głowę.
| Lp. | Ofiara           | Wiek | Data morderstwa  | Data odnalezienia zwłok |
| --- | ---------------- | ---- | ---------------- | ----------------------- |
| 1.  | Deborah Everist  | 19   | 30 grudnia 1989  | 5 października 1993     |
| 2.  | James Gibson     | 19   | 30 grudnia 1989  | 5 października 1993     |
| 3.  | Simone Schmidl   | 21   | 20 stycznia 1991 | 1 listopada 1993        |
| 4.  | Anja Habschied   | 20   | 26 grudnia 1991  | 4 listopada 1993        |
| 5.  | Gabor Neugebauer | 21   | 26 grudnia 1991  | 4 listopada 1993        |
| 6.  | Caroline Clarke  | 21   | 18 kwietnia 1992 | 19 września 1992        |
| 7.  | Joanne Walters   | 22   | 18 kwietnia 1992 | 19 września 1992        |

## Śledztwo
Gdy sprawa tajemniczych morderstw została nagłośniona przez światowe media, na policję zgłosił się angielski turysta Paul Onions. Poinformował on, że 25 stycznia 1990 roku został napadnięty przez kierowcę, który go wiózł w okolicach Belanglo State Forest. Kierowca powiedział mu, że musi zatrzymać pojazd, by wyjąć kasety magnetofonowe z bagażnika. Zdziwiło to Onionsa, gdyż kilka kaset znajdowało się już wewnątrz samochodu. W pewnym momencie kierowca zaczął mierzyć w stronę Onionsa z karabinka. Między turystą a kierowcą wywiązała się szamotanina. Onionsowi udało się wyrwać napastnikowi i zatrzymać przejeżdżający samochód, do którego wsiadł i kazał kierowcy szybko ruszać. Istniało duże prawdopodobieństwo, że Onionsa napadł mężczyzna odpowiedzialny za okrutne mordy. Detektywi zyskali w ten sposób świadka, który mógł zidentyfikować napastnika ze zdjęć policyjnych.
Wkrótce policja wytypowała trzech podejrzanych, których rysopis i marka samochodu odpowiadała tym, których opis podał Onions. Mężczyźni ci posiadali również karabinek „Ruger”, czyli taki z którego zastrzelono część ofiar. W maju 1994 roku policja dokonała nalotu na mieszkania wszystkich podejrzanych. Jednym z zatrzymanych był Ivan Milat. W jego mieszkaniu znaleziono karabinek oraz kilka rzeczy osobistych należących do ofiar.

## Wyrok
W marcu 1996 roku rozpoczął się proces Milata. W lipcu sędzia skazał Ivana Milata na siedem wyroków dożywocia za każdą ofiarę z osobna.